# Temporada 1952 de la NFL
La Temporada 1952 de la NFL fue la 33.ª en la historia de la NFL. Antes de la temporada, el dueño de los
New York Yanks, Ted Collins vendió su equipo de vuelta a la NFL. Unos días más tarde, entonces se le asignan un nuevo equipo a un
grupo cuaya propiedad estaba en Dallas, Texas, después de que comprara los activos de los Yankees.
Sin embargo, los nuevos Dallas Texans tuvieron una marca de 1-11, y se vendió de nuevo a mitad de temporada. Sus
últimos cinco partidos, la liga operó a los tejanos como un equipo de carretera, utilizando Hershey, Pensilvania como base de operaciones.
Uno de sus últimos dos partidos "en casa" se llevó a cabo en el Rubber Bowl en Akron, Ohio, el otro fue jugado en el estadio del
equipo contrario (Detroit). Después de que terminó la temporada, la liga hizo desaparecer a los tejanos, la última vez que un equipo de la NFL
no surgió. Esto dejó a Dallas sin una franquicia de fútbol profesional, hasta el nacimiento de los Dallas Cowboys y la versión de la AFL
de los Dallas Texans en 1960.
La temporada finalizó el 28 de diciembre cuando los Detroit Lions vencieron a los Cleveland Browns 17-17 por el juego de campeonato
de la NFL.

## Carrera de Conferencia
| Semana | Nacional                    | Marca | Americana                      | Marca |
| ------ | --------------------------- | ----- | ------------------------------ | ----- |
| 1      | Empate (Bears, S.F)         | 1–0–0 | 4 equipos (Cle, NYG, Phi, Was) | 1–0–0 |
| 2      | San Francisco 49ers         | 2–0–0 | Empate (Cle, NYG)              | 2–0–0 |
| 3      | San Francisco 49ers         | 3–0–0 | New York Giants                | 3–0–0 |
| 4      | San Francisco 49ers         | 4–0–0 | 3 equipos (Cards, Cle, NYG)    | 3–1–0 |
| 5      | San Francisco 49ers         | 5–0–0 | Cleveland Browns               | 4–1–0 |
| 6      | San Francisco 49ers         | 5–1–0 | Cleveland Browns               | 4–2–0 |
| 7      | Empate (Lions, 49ers)       | 5–2–0 | Empate (Browns, Giants)        | 5–2–0 |
| 8      | Empate (Lions, 49ers)       | 6–2–0 | Cleveland Browns               | 6–2–0 |
| 9      | 4 equipos (Det, GB, LA, SF) | 6–3–0 | 3 equipos (Cle., NYG, Phi)     | 6–3–0 |
| 10     | Empate (Det, LA)            | 7–3–0 | Cleveland Browns               | 7–3–0 |
| 11     | Empate (Det, LA)            | 8–3–0 | Cleveland Browns               | 8–3–0 |
| 12     | Empate (Det, LA)            | 9–3–0 | Cleveland Browns               | 8–4–0 |

## Temporada regular
V = Victorias, D = Derrotas, E = Empates, CTE = Cociente de victorias, PF= Puntos a favor, PC = Puntos en contra
Nota: Los juegos empatados no fueron contabilizados de manera oficial en las posiciones hasta 1972
| Cleveland Browns    | 8 | 4 | 0 | .667 | 310 | 213 |
| New York Giants     | 7 | 5 | 0 | .583 | 234 | 231 |
| Philadelphia Eagles | 7 | 5 | 0 | .583 | 252 | 271 |
| Pittsburgh Steelers | 5 | 7 | 0 | .417 | 300 | 273 |
| Chicago Cardinals   | 4 | 8 | 0 | .333 | 172 | 221 |
| Washington Redskins | 4 | 8 | 0 | .333 | 240 | 287 |

| Detroit Lions       | 9 | 3  | 0 | .750 | 344 | 192 |
| Los Angeles Rams    | 9 | 3  | 0 | .750 | 349 | 234 |
| San Francisco 49ers | 7 | 5  | 0 | .583 | 285 | 221 |
| Green Bay Packers   | 6 | 6  | 0 | .500 | 295 | 312 |
| Chicago Bears       | 5 | 7  | 0 | .417 | 245 | 326 |
| Dallas Texans       | 1 | 11 | 0 | .083 | 182 | 427 |

## Juego de Campeonato
Juego de Desempate, Conferencia Nacional
- Detroit Lions 31, Los Angeles Rams 21 , 21 de diciembre de 1952, Briggs Stadium, Detroit, Míchigan

Juego de Campeonato
- Detroit Lions 17, Cleveland Browns 7 , 28 de diciembre de 1952, Cleveland Municipal Stadium, Cleveland, Ohio

## Líderes de la liga
| Estadísticas | Nombre       | Equipo      | Yardas |
| ------------ | ------------ | ----------- | ------ |
| Pasando      | Otto Graham  | Cleveland   | 2.816  |
| Corriendo    | Dan Towler   | Los Angeles | 894    |
| Recibiendo   | Billy Howton | Green Bay   | 1.231  |